# Brasil nos Jogos Paralímpicos de Verão de 1980
O Brasil participou dos Jogos Paraolímpicos de Verão de 1980, em Arnhem, na Holanda. O país estreou nos Jogos em 1972 e esta foi sua IIIª participação.
A delegação brasileira foi representada apenas pela seleção brasileira de basquetebol em cadeira de rodas e por um nadador mas não subiu ao pódio.